# メッシーナ谷
メッシーナ谷（メッシーナたに、英: Messina Chasma）は、天王星の衛星チタニアにあるカズマ地形（裂溝帯、谷）。チタニアにある既知の谷の中では最も深い。

## 概要
メッシーナ谷は二つの北西－南東方向に正断層で構成され、長さは約1492km。いくつかのクレーターを横切っており、比較的若い構造と考えられる。
名前はシェイクスピアの喜劇『空騒ぎ』の舞台となったメッシーナ（イタリア・シチリア島）に由来する。